# Nati nel 1604
| Questa pagina contiene informazioni ricavate automaticamente dalle voci biografiche con l'ausilio del template Bio e di un bot. L'aggiornamento è periodico e automatico e ricostruisce completamente la pagina. Se manca una persona in questa lista, sei pregato di non aggiungerla, ma accertati piuttosto che la sua voce biografica contenga il template Bio e che i dati anagrafici siano correttamente compilati. Se il template Bio manca, inseriscilo tu stesso o, in alternativa, metti l'avviso {{tmp\|Bio}} che ne segnala la mancanza. Se i dati riportati sono sbagliati, correggi direttamente la voce biografica; le modifiche saranno visibili in questa lista entro pochi giorni. Per chiarimenti vedi il progetto biografie. La lista contiene solo le 79 persone che sono citate nell'enciclopedia e per le quali è stato implementato correttamente il template Bio. Pagina aggiornata al 2 giu 2025. |

## Gennaio(2)
- 4 gennaio - Jacob Balde, gesuita, poeta e latinista tedesco († 1668)
- 23 gennaio - Girolamo Nicolino, storico e giurista italiano († 1664)

## Febbraio(3)
- 2 febbraio - Juan de Leyva de la Cerda, spagnolo († 1678)
- 6 febbraio - Jean Varin, scultore e medaglista francese († 1672)
- 18 febbraio - Ippolito Marracci, presbitero e teologo italiano († 1675)

## Marzo(7)
- 4 marzo - Niccolò Gherardini, biografo italiano († 1678)
- 7 marzo - Gabriel Perelle, incisore e disegnatore francese († 1677)
- 10 marzo - Johann Rudolph Glauber, alchimista, farmacista e chimico tedesco († 1670)
- 18 marzo - Giovanni IV del Portogallo, nobile portoghese († 1656)
- 23 marzo - Girolamo Colonna, cardinale e arcivescovo cattolico italiano († 1666)
- 27 marzo - Filippo San Martino di Agliè, politico, letterato e musicista italiano († 1667)
- 28 marzo - Domenico Magri, presbitero e orientalista maltese († 1672)

## Aprile(5)
- 4 aprile - Bartolomeo Bocchini, poeta e attore italiano
- 5 aprile - Carlo IV di Lorena, nobile († 1675)
- 9 aprile - Francesco Enrico di Sassonia-Lauenburg, nobile tedesco († 1658)
- 17 aprile - Gian Giacomo Barbelli, pittore italiano († 1656)
- 23 aprile - Orazio Ricasoli Rucellai, letterato, filosofo e scienziato italiano († 1674)

## Maggio(3)
- 1º maggio - Luigi di Borbone-Soissons, nobile francese († 1641)
- 8 maggio - Andrea Vaccaro, pittore italiano († 1670)
- 10 maggio - Jean Mairet, drammaturgo e diplomatico francese († 1686)

## Giugno(4)
- 4 giugno - Claudia de' Medici, nobile italiana († 1648)
- 10 giugno - John Manners, VIII conte di Rutland, politico inglese († 1679)
- 17 giugno - Giovanni Maurizio di Nassau-Siegen, conte tedesco († 1679)
- 30 giugno - Margherita Elisabetta di Leiningen-Westerburg, nobile tedesca († 1667)

## Luglio(2)
- 8 luglio - Heinrich Albert, compositore e poeta tedesco († 1651)
- 8 luglio - Christiaen van Couwenbergh, pittore olandese († 1667)

## Agosto(6)
- 4 agosto - François Hédelin, drammaturgo e scrittore francese († 1676)
- 8 agosto - François de Rouxel de Médavy, arcivescovo cattolico francese († 1691)
- 10 agosto - Achille Sergardi, ammiraglio italiano († 1671)
- 12 agosto - Tokugawa Iemitsu, militare giapponese († 1651)
- 16 agosto - Bernardo di Sassonia-Weimar, principe tedesco († 1639)
- 31 agosto - Famiano Michelini, matematico e scienziato italiano († 1665)

## Settembre(2)
- 21 settembre - Angelo Michele Colonna, pittore italiano († 1687)
- 24 settembre - Gianfrancesco Morosini, patriarca cattolico italiano († 1678)

## Ottobre(4)
- 1º ottobre - Girolamo Graziani, poeta, letterato e nobile italiano († 1675)
- 4 ottobre - Baccio del Bianco, pittore, architetto e scenografo italiano († 1656)
- 4 ottobre - François Le Mercier, gesuita francese († 1690)
- 22 ottobre - Simon Le Moyne, gesuita francese († 1665)

## Novembre(4)
- 3 novembre - Osman II, sultano ottomano († 1622)
- 7 novembre - Bernardo da Offida, religioso italiano († 1694)
- 21 novembre - Filippo Picinelli, prete e teologo italiano († 1678)
- 26 novembre - Johannes Bach, musicista tedesco († 1673)

## Dicembre(1)
- 31 dicembre - Lorenzo Renier, ammiraglio italiano († 1661)

## Senza giorno specificato(36)
- Cesare Abbelli, poeta italiano († 1683)
- Louis Abelly, vescovo cattolico e teologo francese († 1691)
- Akile Hatun, nobildonna ottomana
- Iacopo Altoviti, patriarca cattolico italiano († 1693)
- François Anguier, scultore francese († 1669)
- Gennaro Annese, rivoluzionario italiano († 1648)
- Mario Balassi, pittore italiano († 1667)
- Giovenale Boetto, architetto, pittore e incisore italiano († 1678)
- Abraham Bosse, incisore francese († 1676)
- Francesco Buti, poeta e librettista italiano († 1682)
- Girolamo Carafa, vescovo cattolico italiano († 1683)
- Chöying Dorje, monaco buddhista tibetano († 1674)
- Charles Cotin, poeta, filosofo e predicatore francese († 1681)
- Dirck van Delen, incisore, pittore e disegnatore olandese († 1671)
- John Eliot, missionario britannico († 1690)
- Antoine III de Gramont, nobile, militare e diplomatico francese († 1678)
- Philippe Habert, poeta francese († 1637)
- Daniel van Heil, pittore fiammingo († 1662)
- Hushang Mirza, principe indiano († 1628)
- Mathieu Le Nain, pittore francese († 1677)
- Francesca Barbara del Liechtenstein, principessa austriaca († 1655)
- Giovanni Lucio, storico dalmata († 1679)
- Gian Battista Macolino, pittore italiano († 1673)
- Marie-Madeleine d'Aiguillon, nobildonna francese († 1675)
- Giuseppe Mattei Orsini, I duca di Paganica, militare, nobile e collezionista d'arte italiano († 1660)
- Menasseh ben Israel, filosofo e rabbino portoghese († 1657)
- Giovanni Battista Michelini, pittore italiano († 1655)
- Johann Jacob Pock, architetto e scultore tedesco († 1651)
- Edward Pococke, biblista, orientalista e ebraista inglese († 1691)
- Nicolas Prévost, pittore francese († 1670)
- Pierre-Paul Riquet, ingegnere francese († 1680)
- Elena Cassandra Tarabotti, religiosa e scrittrice italiana († 1652)
- Silahdar Yusuf Pascià, militare ottomano († 1646)
- Zheng Zhilong, militare, pirata e mercante cinese († 1661)
- Charles de Menou d'Aulnay, navigatore, militare e funzionario francese († 1650)
- İslâm III Giray († 1654)